# Polača (Knin)
Polača falu Horvátországban Šibenik-Knin megyében. Közigazgatásilag Kninhez tartozik.

## Fekvése
Knintől légvonalban 10, közúton 17 km-re délkeletre, Dalmácia északi-középső részén, az 1-es számú főút mentén fekszik.

## Története
A szerbek első hulláma Boszniából az 1437-es magyar-velencei békekötést követő három évtizedben érkezett. Ekkoriban már megkezdődtek a török támadások Bosznia ellen, így a szerb lakosság a biztonságosabb, a Magyar Királyság védelme alatt álló dalmáciai térségekbe menekült. Itt egymás után építették fel templomaikat (Kula Atlagić 1446, Pađene 1456, Golubić 1462, Kninsko Polje 1468). A polačai templom 1458-ban épült. A falu a moreai háború során 1688-ban szabadult fel a török uralom alól. A velencei uralom 1797-ig tartott, majd miután a francia seregek felszámolták a Velencei Köztársaságot osztrák csapatok szállták meg. 1809-ben az Első Francia Császárság Illír Tartományának része lett. 1815-ben a bécsi kongresszus újra Ausztriának adta, amely a Dalmát Királyság részeként Zárából igazgatta 1918-ig. A településnek 1857-ben 1095, 1910-ben 1935 lakosa volt. Az első világháború után előbb a Szerb-Horvát-Szlovén Királyság, majd Jugoszlávia része lett. 1991-ben csaknem teljes lakossága szerb nemzetiségű volt. Szerb lakói még ez évben csatlakoztak a Krajinai Szerb Köztársasághoz. A horvát hadsereg 1995 augusztusában a Vihar hadművelet során foglalta vissza a települést. Szerb lakói nagyrészt elmenekültek. A településnek 2011-ben 210 lakosa volt.

## Lakosság
| Lakosság változása | Lakosság változása | Lakosság változása | Lakosság változása | Lakosság változása | Lakosság változása | Lakosság változása | Lakosság változása | Lakosság változása | Lakosság változása | Lakosság változása | Lakosság változása | Lakosság változása | Lakosság változása | Lakosság változása | Lakosság változása |
| ------------------ | ------------------ | ------------------ | ------------------ | ------------------ | ------------------ | ------------------ | ------------------ | ------------------ | ------------------ | ------------------ | ------------------ | ------------------ | ------------------ | ------------------ | ------------------ |
| 1857               | 1869               | 1880               | 1890               | 1900               | 1910               | 1921               | 1931               | 1948               | 1953               | 1961               | 1971               | 1981               | 1991               | 2001               | 2011               |
| 1.095              | 1.389              | 1.140              | 1.420              | 1.670              | 1.935              | 1.885              | 1.993              | 2.001              | 2.045              | 1.990              | 1.834              | 1.567              | 1.586              | 134                | 210                |

## Nevezetességei
- Szent Péter és Pál apostolok tiszteletére szentelt szerb pravoszláv temploma 1458-ban épült.
- Érdekesség, hogy területén több jugoszláv filmet is forgattak.